# Yúliya Lévina
Yúliya Alexándrovna Lévina –en ruso, Юлия Александровна Левина– (Sarátov, URSS, 2 de enero de 1973) es una deportista rusa que compitió en remo.
Participó en cuatro Juegos Olímpicos de Verano, entre los años 2000 y 2012, obteniendo una medalla de bronce en Sídney 2000, en la prueba de cuatro scull, el cuarto lugar en Atenas 2004 y el séptimo en Pekín 2008, también en el cuatro scull.
Ganó tres medallas en el Campeonato Mundial de Remo entre los años 1998 y 2001, y dos medallas en el Campeonato Europeo de Remo, en los años 2009 y 2011.

## Palmarés internacional
| Juegos Olímpicos   | Juegos Olímpicos        | Juegos Olímpicos  | Juegos Olímpicos |
| Año                | Lugar                   | Medalla           | Prueba           |
| ------------------ | ----------------------- | ----------------- | ---------------- |
| 2000               | Sídney (Australia)      | Medalla de bronce | Cuatro scull     |
| Campeonato Mundial |                         |                   |                  |
| Año                | Lugar                   | Medalla           | Prueba           |
| 1998               | Colonia (Alemania)      | Medalla de plata  | Cuatro scull     |
| 1999               | St. Catharines (Canadá) | Medalla de bronce | Cuatro scull     |
| 2001               | Lucerna (Suiza)         | Medalla de plata  | Scull individual |
| Campeonato Europeo |                         |                   |                  |
| Año                | Lugar                   | Medalla           | Prueba           |
| 2009               | Brest (Bielorrusia)     | Medalla de bronce | Scull individual |
| 2011               | Plovdiv (Bulgaria)      | Medalla de plata  | Scull individual |